# Литературно-краеведческий музей имени Н. И. Казакова
Литературно-краеведческий музей имени Н. И. Казакова — литературный музей, располагающийся в д. Кутюк-Кинер Моркинского района Марий Эл. Является структурным подразделением Моркинского районного музея Марий Эл. С момента основания носит имя народного поэта Марийской АССР, лауреата Сталинской премии III степени Николая Ивановича Казакова.

## История
Идея создания музея возникла ещё в 1981 году, когда гвардии полковник П. И. Курсов обратился к секретарю партийной организации колхоза «Рассвет» с просьбой «о создании истории нашего колхоза и организации музея в одной из пустующих комнат Кутюк-Кинерской начальной школы». Идея была одобрена после беседы с заведующим отделом пропаганды Марийского обкома КПСС А. Е. Хлебниковым, но организационно поддержана не была.
В начале 1990-х годов вопрос об открытии музея был вновь поднят. После ходатайства директора Национального музея Республики Марий Эл имени Т. Евсеева М. Б. Матуковой в 1993 году в будущем здании музея был проведён косметический ремонт строительной бригадой под руководством местного жителя Н. С. Бажанова. За внутреннее убранство и оформление экспозиций отвечали специалисты Национального музея им. Т. Евсеева.
Музей был открыт 22 июля 1995 года на родине марийского поэта Н. И. Казакова — в. д. Кутюк-Кинер Моркинского района Марий Эл в здании бывшей начальной земской школы на ул. М. Казакова, д. 2.
С момента открытия носит имя народного поэта Марийской АССР Н. И. Казакова и являлся филиалом Национального музея Республики Марий Эл имени Т. Евсеева. С 1995 года музеем заведует младший научный сотрудник Г. К. Сошина.
В 2018 году был признан одним из лучших сельских музеев Республики Марий Эл.
В настоящее время музей является структурным подразделением Моркинского районного музея Марий Эл.

## Здание
Здание музея — здание бывшей земской школы, располагавшейся здесь до 1981 года. Построено в 1913 году, является памятником культуры регионального значения. Деревянное, имеет 1 этаж.
В разное время здесь учились известные люди Марийского края — народный поэт Марийской АССР, лауреат Сталинской премии III степени Миклай Казаков, участник Великой Отечественной войны гвардии полковник Павел Курсов, Герой Советского Союза Зосим Краснов, поэт-баснописец Мирон Большаков и другие.
В 1993 году был проведён косметический ремонт здания, строительной бригадой под руководством местного жителя Н. С. Бажанова. За внутреннее убранство и оформление экспозиций отвечали специалисты Национального музея им. Т. Евсеева. В 1995 году в здании был открыт музей.

## Фонды
Основной фонд музея составляет 310 единиц хранения, научно-вспомогательный фонд — 1672 единицы хранения. Это личные вещи, письма, книги, награды, статьи Н. И. Казакова, книги П. И. Курсова, рукописи и книги марийского поэта В. И. Осипова-Ярча.
Здесь представлен богатый этнографический материал, отражающий жизнь и быт марийского народа.
Главным дарителем музея является Ю. П. Курсов — отличник просвещения, бывший директор начальной школы д. Кутюк-Кинер. Им подарены музею более 200 книг с дарственными надписями авторов, фотографии, где отображена история села за 80 лет, а также личные вещи, статьи, книги и фотографии из архива дяди, гвардии полковника П. И. Курсова.

## Экспозиции
В настоящее время в музее работает 3 зала (площадь — 117 кв. м.):
- литературный. Посвящён жизни и творчеству М. Казакова: фотостенды, бронзовый бюст поэта, письма, открытки, рукописи, книги.
- краеведческий. Экспонируются предметы этнографии и быта марийского народа, связанные с историей деревни Кутюк-Кинер (туески из бересты, ковши, ткацкий станок, ступа, национальная одежда мари).
- Воинской Славы. Посвящён памяти уроженцев д. Кутюк-Кинер — участников Великой Отечественной войны, локальных конфликтов, ветеранов армии (фотографии, личные вещи гвардии полковника П. Курсова: китель, сапоги, плащ-палатка, солдатская форма советского времени, чемоданы)[5][8].

## Деятельность
Музей является культурно-образовательным центром д. Кутюк-Кинер и всего Моркинского района Марий Эл.
В год музей посещает свыше 2 500 человек, проводится 45 экскурсий. Музейно-образовательные программы носят литературный и этнографический характер. Особой популярностью пользуется программа «Одевание свадебной поезжанки», съёмку которой провёл телеканал «МИР» во время проведения VIII Международной научно-практической конференции «Проблемы ревитализации: Традиционная культура народов Волго-Камья» в Марийском государственном университете в ноябре 2015 года. В программе приводится старинный порядок одевания марийской свадебной поезжанки, при этом демонстрируются традиционная одежда и украшения.
В честь поэта М. Казакова, имя которого носит музей, с 2008 года ежегодно в феврале проводятся Казаковские чтения — конкурс чтецов, участниками которого являются обучающиеся школ Моркинского района. Музей является одной из площадок районного конкурса чтецов среди школьников «Чавайновские чтения».
В 2015 году в музее прошёл литературный вечер ко дню рождения народного марийского поэта М. Казакова.